# Пламен Чипев
Пламен Димитров Чипев (Plamen D. Tchipev) е изтъкнат български икономист, професор в Института за икономически изследвания на БАН и Факултета по икономически и социални науки на Пловдивския университет „Паисий Хилендарски“.

## Специализация
Най-мащабните му научни изследвания са в областта на корпоративното управление и контрол. В тази сфера има осъществени няколко национални и международни изследвания като ръководител или участник. Сред тях са: „Схемите за масова приватизация в Централно и източно-европейските страни. Отражение върху корпоративното управление и контрол.“, „Корпоративно управление в процеса на присъединяване на България към Европейския съюз – перспектива на корпоративните бордове“, Доклад на Световната банка за спазването на стандартите и кодексите – България, корпоративно управление 2008 и др. Участник е в Международната конференция по корпоративно управление на банките в Югоизточна Европа 2011.
През периода 2001 – 2006 г. той работи активно като експерт по корпоративно управление от България и е участник във всички срещи на Кръглата маса по корпоративен контрол на Организацията за икономическо сътрудничество и развитие (ОИСР), работата на които кулминира в Бялата книга по корпоративно управление в Югоизточна Европа. Бялата книга предлага набор от практически препоръки и служи като средство за определяне на приоритети и прилагане на реформи на национално или корпоративно ниво. Препоръките на Бялата книга, изготвени с консенсус, са инструмент за насърчаване на добро корпоративно управление в региона, както и за оценка на напредъка на отделните страни. Те са предназначени да предоставят насоки за страните, като разработват нови правила и разработват нови инициативи за подобряване на корпоративното управление. Най-важният резултат от поредицата кръгли маси е въвеждането и усъвършенствуването на стандартите в корпоративното управление в тези страни.
Обобщаващ труд на изследванията му в сферата на корпоративното управление е книгата „Предизвикателства пред корпоративното управление в България. Принципи и добри практики, проблеми и решения, ресурси.“, изд. 2009.

## Биографична справка
Пламен Чипев е роден на 2 януари 1959 г. в София. Средното си образование завършва с отличен успех в елитното 7 средно училище „Свети Седмочисленици“. През 1984 г. завършва Университета за национално и световно стопанство (ВИИ) като магистър по специалностите „Политикономия“ и „Икономическа журналистика“, а през следващата година прави и специализация по „Методика на преподаването“ в същия университет.
През 1990 г. успешно защитава дисертация на тема „Интеграционни процеси в народното стопанство на равнище производствен комплекс (Балканкар)“ в Икономическия институт (Института за икономически изследвания) на БАН и същата година започва работа в института като научен сътрудник.
В периода 1992 – 2010 развива успешна научна кариера като Научен сътрудник ІІI степен, Научен сътрудник ІІ степен, Научен сътрудник І степен, Старши научен сътрудник и доцент.
През 2012 г. е избран за професор в Института за икономически изследвания на БАН.
От 2006 г. е доцент, а от 2016 г. – професор по икономически теории в Пловдивския университет „Паисий Хилендарски“.
Канен е като гост-професор в редица престижни европейски и американски университети.
Специализирал е по програми на Фулбрайт, Британския съвет, АСЕ (EC), НУФИК (Нидерландия), Шведския институт.
Има над 70 научни публикации на български и английски език, след които четири книги в България и една в чужбина, на които е редактор.
Те са посветени на проблеми на институционалния и еволюционен подход в икономическата теория, на въздействието на Глобалната финансова криза върху българската икономика и програмата за противодействие от страна на българското правителство.

## Обучения
- 1992 г. – икономика, Публични финанси, пари и банки и др. курсове в: Университет на Делауър, САЩ – България Коалиция за обучение по управление, икономика и англ. език. Сертификат;
- 1993 г. – Английски за академични изследвания в: English Language Foundation; Единбург, Великобритания. Сертификат. Chevening стипендиант;
- 1993 г. – Приватизация и реформа на публичните предприятия, Sthratclyde university Глазгоу, Великобритания. Сертификат; CHEVENING стипендиант;
- 1994 г. – Икономика на пазара – Летен университет на EDI (Институт за икономическо развитие) на Световната банка в Братислава, Чехословакия и Виена, Австрия. Сертификат EDI стипендиант;
- 1996 г. – Икономика и право – подготовка на университетски курс в Masstricht university, Маастрихт, Нидерландия. NUFIC [Университетската фондация за международно сътрудничество на Нидерландия] гост-професор;
- 2000 г. – Корпоративно управление в Централна и Източна Европа – проект за съвместно научно-изследване и лекции в Södertörn university, Стокхолм, Швеция. Svenska Institutet [Шведски институт] гост-професор;
- 2008 г. – Напреднал курс по Сравнителни икономически системи (лектор) и Пост-кейнс икономическа теория (изследоветел) в UMKC (University of Missooury-Kansas City), Мисури, САЩ. FULBRIGHT гост-професор [4].

## Преподователски опит
Проф. Пламен Чипев има богат и дългогодишен преподавателски опит, а именно:
- Професор по Икономически теории в Пловдивския университет „Паисий Хилендарски“;
- Гост-професор в UMKC Канзас сити, Мисури, САЩ, курс № 5505 Advanced Comparative Economic System и Курс № 5608 Topics in Economic Theory;
- Доцент по икономика, орг. поведение, мениджмънт; ВУМК Албена, Добрич и София [International University Portsmouth]; на английски и български език;
- Доцент по икономика във Великотърновския университет „Св. св. Кирил и Методий“ и ИИ БАН (магистърска програма);
- Доцент по икономика в ЕКИУ Пловдив;
- Доцент по корпоративно управление във Варненски свободен университет „Черноризец Храбър";
- Доцент по корпоративно управление в ИУ – Варна;
- Доцент по Фирмено управление на международния бизнес, Икономика и право, Икономически теории, международен икономика и др. във Великотърновския университет „Св. св. Кирил и Методий“;
- Доцент по икономическа теория в Бургаски свободен университет.

## Книги, научни сборници (съставител/редактор)
- Минчев, Петкова, Чипев и Бошнаков, 2007, Публичните дружества и развитие на фондовата борса в България: противоречиви траектории на българския корпоративен модел, София, Акад. изд. „Марин Дринов“, 180 с. ISBN 978-954-323-178-3 (Mintchev, V., Petkova., R., Tchipev, P.D., and V. Boshnakov, 2007. Public Companies and Developing of the Stock Exchange in Bulgaria: Contradicting Trajectories of Bulgarian Corporate Model, Sofia: Acad. Publ. House M. Drinov, Sofia).
- Чипев, П. (ред.) 2004, Корпоративно управление в развитие: България 2002 – 2004, София: Център за изследване на демокрацията. Посетен на 23 юли 2010 г. ISBN 954-477-124-7. (Tchipev, P.D. ed., 2004. Corporate Governance in Development: Bulgaria 2002 – 2004 Sofia: Center for the Study of Democracy. Посетен на 23 юли 2010 г.
- Backhaus, J. G., Stephen, F. H., Tchipev, P. (eds), 2003. Mass Privatisation in Central and East European Countries, Bradford: MCB Univ. Press, 276 p.] ISBN 0-96176-893-0 (Бакхаус Ю. Ф Стивън, и П. Чипев., (ред.), 2003, Масовата приватизация в централно- и източноевропейските страни).
- Чипев, П., (ред.), 2002, В търсене на механизми за по-добър корпоративен контрол; сборник текстове, София: Център за изследване на демокрацията. ISBN 954-477-104-2, Tchipev, P. D., ed. 2002. In Search of Mechanisms for a Better Corporate Governance, (ed.), [in Bulgarian]. Sofia: CSD
- Tchipev, P., Backhaus, J. and F. Stephen, (eds.), 1998, Mass Privatisation Schemes in Central and East European Countries. Implications on Corporate Governance; GorexPress, Sofia. (Чипев П., Ю Бакхаус и Ф Стивън, (ред.), 1998, Схемите за масова приватизация в Централна и Източна Европа. Следствия за корпоративния контрол, С., ГорексПрес)
- Чипев, П., Масовата приватизация – наръчник за предприемчивите, Либри политицес, София, 1996, ISBN 954-8883-04-X